# Milfajt Ferkó
Milfajt Ferkó (Dabrony, 1807. április 2. – ?, 1836. december 24.) bakonyi betyár, Sobri Jóska alvezére.

## Élete
Milfajt József és Torsa Teréz gyermekeként született vallásalapítványi majorhoz tartozó juhászházban. Pályáját urasági inasként kezdte, később szökött katona, majd juhász volt.
24 éves korában volt az első „összeütközése” a törvénnyel. A csornai úriszék két év börtönre és félévenkénti 25 botütésre ítélte.
Sobri Jóska bandájába állt, ahol írástudásával ki is tűnt társai közül. Egy ideig Sobri alvezére volt, de 1836 októberében elhagyta és új bandát hozott létre Mógor Jancsival, Zsidó Józsival, Holics Gyurival, Király Jancsival, Lakat Miskával, Papp Andorral, Kiss Jancsival.  
Hunkár Antal szolgagyőrpusztai kastélyát 1836. december 8-án rabolták ki. Tettük óriási felzúdulást okozott országszerte. 
A Hunkár család nagy tiszteletnek örvendett, Hunkár Antal, a nemesi felkelő sereg századosaként, részt vett a Napóleon elleni győri csatában.
Ezután a vérteskethelyi erdőben osztoztak meg a zsákmányon, majd Papp Andor javaslatára a majki csárdába mentek. Papp azért haragudott a derék csárdásra, mert korábban feladta a pandúroknak.
Ki is rabolták a fogadót, majd mulatozni kezdtek. Itt aztán csúnya malőr történt. 
Kiss Jancsi, Milfajt Ferkó nemrég szerzett új puskájával úgy kupán vágta az egyik vendéget, hogy a puska tusa letört. Lett nagy veszekedés, Kiss Jancsi a töltött fegyvert földhöz vágta mérgében. A puska elsült és Milfajt lábát térd felett keresztül lőtte.
A sebesült betyárt előbb a kethelyi erdőbe vitték, majd a kethelyi törvénybírónál helyezték el, aki a betyárok szemében „jó ember” volt.
Milfajt mégsem érezte magát biztonságban, de hiába üzent a sógorának, Nagy Ádámnak, az nem tudott segíteni. Milfajt átadott neki kétszáz forintot és 11 aranyat: „Ha meghalnék, gyermekeimnek méltasson valamit.” December 13-án aztán a pandúrok elfogták. Előbb Kisbérre vitték, majd Bakonyszombathelyen átadták a Veszprém vármegyei hatóságoknak.
A megyei statáriális bíróság 1836. december 24-én Milfajt Ferkót kötél általi halálra ítélte, és még aznap fel is akasztották.